# Blaesoxipha spaniola
Blaesoxipha spaniola är en tvåvingeart som beskrevs av Andy Z. Lehrer och Martinez-sanchez 2001. Blaesoxipha spaniola ingår i släktet Blaesoxipha och familjen köttflugor.
Artens utbredningsområde är Spanien. Inga underarter finns listade i Catalogue of Life.